# Hochzeitspalast Tiflis

Hochzeitspalast, 2018

Der Hochzeitspalast (auch Ritualspalast genannt) in Tiflis in Georgien ist ein ehemaliger Veranstaltungsort für Hochzeiten während der Georgischen Sozialistischen Sowjetrepublik. Er wurde 1984 bis 1985 nach Plänen des Architekten Wiktor Dschorbenadse mit Wascha Orbeladse errichtet. Er befindet sich auf einem Hügel südöstlich der Altstadt am linken Ufer der Kura. Das Gebäude gilt aufgrund seiner expressiven Formgebung als eines der bedeutendsten Bauwerke der sowjetischen postmodernen Architektur.
2002 wurde das Gebäude privatisiert und war bis zu seinem Tode 2008 die Privatresidenz des georgischen Unternehmers Badri Patarkazischwili. Seit 2013 wird das Gebäude an ein privates Veranstaltungsunternehmen vermietet und kann seitdem für private Veranstaltungen gemietet werden.